# Лаппа, Татьяна Николаевна
Татья́на Никола́евна Ла́ппа́ (в первом браке Булгакова, во втором официальном браке Кисельгоф; 23 ноября [5 декабря] 1892, Рязань, Российская империя — 10 апреля 1982, Туапсе, СССР) — первая жена писателя и драматурга Михаила Афанасьевича Булгакова. Основной прототип персонажа Анны Кирилловны в рассказе «Морфий». Оставила о Булгакове устные воспоминания, записанные рядом исследователей булгаковского творчества.

## Биография
Татьяна Лаппа родилась 23 ноября [5 декабря] 1892 года в Рязани. Отец — столбовой дворянин, действительный статский советник и управляющий казённой палатой — Николай Николаевич Лаппа. Мать — Евгения Викторовна, урождённая Пахотинская. Татьяна была старшим ребёнком в семье, у неё было пять братьев и сестёр.

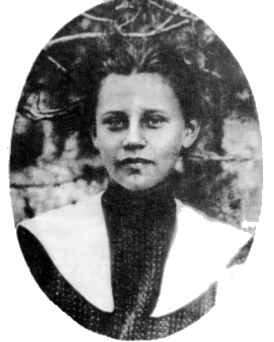
Гимназистка Татьяна Лаппа. 1900-е гг.

Семья Татьяны переехала в Екатеринослав, затем в Омск, где Татьяна начала обучение в тамошней гимназии, а в мае 1904 года — в Саратов. С Булгаковым Татьяна познакомилась летом 1908 года: саратовская гимназистка приехала в Киев на каникулы к своей тётке Софье Николаевне Лаппе. Тётка Татьяны служила вместе с матерью Булгакова во Фрёбелевском институте, женском образовательном учреждении.
Родители Булгакова и Лаппы были против отношений молодых людей. На Рождество 1908 года Татьяну не пустили в Киев, а отправили в Москву к бабушке. Друг Булгакова Александр Гдешинский прислал телеграмму: «Телеграфируйте обманом приезд Миша стреляется». Но всё обошлось. В течение следующих трёх лет Булгаков несколько раз ездил в Саратов, а Лаппа — в Киев, где между ними больше не стало преграды. Дни и ночи пара проводила в прогулках по городу, кутежах и развлечениях, их легкомысленные траты на удовольствия встревожили родственников. Атмосферу и настроение любовной истории Татьяны и Михаила киевского периода, по оценке биографов, иллюстрирует романс «Целую ночь соловей нам насвистывал…», специально сочинённый для фильма «Дни Турбиных» по булгаковскому роману «Белая гвардия» композитором Баснером и поэтом Матусовским.
В 1911 году Татьяна Лаппа, окончив Саратовскую Мариинскую гимназию, стала работать классной надзирательницей в ремесленном училище. В августе 1912 года поступила в Киеве на историко-филологическое отделение Высших женских курсов (Фребелевского института).
Однако молодые решили пожениться, и их родители смирились с этим.
Булгаков и Лаппа обвенчались 26 апреля 1913 года. Ещё до брака Татьяна забеременела и сделала аборт. После свадьбы Татьяна оставила учёбу, а летом 1916 года вместе с мужем поехала на фронт, где работала сестрой милосердия в госпиталях в Каменец-Подольском и Черновцах. В сентябре 1916 года Лаппа переехала в село Никольское Сычевского уезда Смоленской губернии, где Булгаков служил земским врачом. Из-за морфинизма мужа в это время Татьяна решилась на второй аборт, операцию жене выполнил сам Булгаков.
В сентябре 1917 года супруги переезжают в Вязьму, в конце февраля 1918 года возвращаются в Киев. Осенью 1919 года Татьяна переезжает к мужу во Владикавказ, где Булгаков по призыву служил военным врачом в Вооружённых силах Юга России. Летом 1921 года супруги переезжают в Тифлис и Батум, откуда в конце августа или начале сентября Татьяна Лаппа отбыла пароходом в Одессу, а затем отправилась в Киев и далее Москву, где в конце сентября воссоединилась с Булгаковым.
В апреле 1924 года на почве становящегося известным увлечения писателя другими женщинами Лаппа и Булгаков развелись. При расставании Булгаков просил Татьяну никому не рассказывать то, что знает о нём.
Татьяна Николаевна Лаппа провела с Булгаковым самые тяжёлые годы его жизни. В смоленской глуши Татьяна не дала мужу погибнуть от морфинизма, во Владикавказе в 1920 году выходила Булгакова от тифа, а в Москве провела вместе первый, голодный год.
Алексей Варламов, автор биографической книги «Булгаков. Бег от судьбы», считал, что «Булгакову невероятно повезло с первой женой, ей с ним — нисколько. Если бы не было рядом с Михаилом Афанасьевичем этой женщины, явление писателя Булгакова в русской литературе не состоялось бы. Без Любови Евгеньевны Белозерской состоялось бы, без Елены Сергеевны Булгаковой — тоже, пусть это был бы совсем другой Булгаков, без Татьяны Николаевны Лаппа — не было бы никакого. Он просто не выжил бы без нее физически, и это хорошо понимал, не случайно говорил ей, когда они расставались, что Бог его за нее накажет».
После развода Лаппа пыталась стать машинисткой, училась на швею, работала на стройке разнорабочей. Булгаков время от времени помогал бывшей жене материально. После получения профсоюзного билета Лаппа работала в регистратуре поликлиники при Белорусско-Балтийской железной дороге.
В 1933 году Лаппа встретилась с братом бывшего друга Булгакова Ивана Павловича Крешкова Александром Павловичем и в 1936 году уехала с ним в Иркутскую область, где Крешков работал педиатром. Их брак был фактическим и не был зарегистрирован.

По утверждению Татьяны Лаппы, в марте 1940 года она со своим вторым мужем Крешковым собиралась приехать в Москву: 
«И вдруг мне Крешков газету показывает: Булгаков скончался. Приехала, пришла к Лёле (сестре писателя Е. А. Булгаковой). Она мне всё рассказала, и то, что он меня звал перед смертью… Конечно, я пришла бы. Страшно переживала тогда. На могилу сходила».
В 1945 году Крешков вернулся с фронта с другой женщиной, и Лаппа переехала с матерью в Харьков. После этого она год снимала комнату в Москве и работала библиотекарем. Вышла замуж за бывшего друга Булгакова адвоката Давида Александровича Кисельгофа (1883—1974), с которым познакомилась в Москве ещё в 1923 году, и в 1947 году уехала вместе с ним в Туапсе. Д. А. Кисельгоф был основателем и издателем журнала «Жизнь искусств» (1921). Для жителей города эта дружная семейная пара была образцом старой интеллигенции. Вместе с супругом Татьяна Николаевна часто посещала туапсинскую библиотеку, следила за литературными новинками; именно там она впервые прочитала роман Булгакова «Мастер и Маргарита». До смерти Давида Кисельгофа в 1974 году почти не общалась с биографами писателя, однако затем понемногу стала встречаться с булгаковедами, которые и записали её устные воспоминания. Незадолго до смерти, 21 марта 1982 года, посещала Одессу, 30 марта того же года — Николаев, а 1 апреля — Херсон.
Умерла Татьяна Николаевна Кисельгоф в Туапсе 10 апреля 1982 года. Похоронена на городском кладбище.